# Котловка (Удмуртия)
Котловка (Новая Котловка) — деревня в Граховском районе Удмуртии, на реке Яга.
Административный центр Котловского сельского поселения.

## История
Деревня Новая Котловка основана в начале XIX века. В 1829 году деревня относилась к приходу Свято-Троицкой церкви села Кувак, позднее после завершения строительства церкви в селе Грахово к приходу Христорождественской церкви. По итогам десятой ревизии в 1859 году в 15 дворах казённой деревни Котловка Новая при речке Яге проживало 144 жителя.
До 1921 года деревня входила в состав Граховской волости Елабужского уезда (с 1921 года — Можгинского). С 1924 по 1954 годы деревня входила в состав Русско-Адам-Учинского сельсовета. В 1954 году Русско-Адам-Учинский сельсовет был ликвидирован и входившие в него деревни присоединены к Граховскому сельсовету. В результате реформы местного самоуправления 2004 года, из частей разукрупнённого Граховского и ликвидированного Макаровского сельсоветов было образовано Котловское сельское поселение, с административным центром в деревне Котловка.
В 2013 году на территории деревни был образован туристический центр «Сказочная резиденция Бабы Яги». Ежегодно его посещает большое количество туристов.

## Объекты социальной сферы
- «Котловская основная общеобразовательная школа» (11 учителей и 37 учеников)[6]
- Котловский детский сад
- Котловский филиал центральной библиотечной системы
- Котловский сельский клуб
- Котловский фельдшерско-акушерский пункт

## Улицы
- Улица Азина
- Лесная улица
- Октябрьская улица
- Пионерская улица
- Юбилейная улица